# Novia que te vea
Novia que te vea és el primer llargmetratge de Guita Schyfter, així com el primer film mexicà que va abordar el tema de la integració cultural de les comunitats jueves a Mèxic. És una aproximació a les comunitats jueves que habiten a Mèxic i la manera en què s'han adaptat mútuament les dues cultures.
La pel·lícula es basa en la novel·la homònima escrita, un any abans (1992), per Rosa Nissan, que qüestiona també el paper tradicional de les dones jueves, així com els costums i tradicions de la comunitat sefardita.

## Argument
En els anys quaranta i cinquanta, les joves amigues Oshi i Rifke, de la comunitat jueva emigrada a Mèxic, es fan íntimes amigues, encara que la primera és sefardita, d'origen turc i de família conservadora, i la segona pertany a un altre grup, més liberal. La família de la primera només desitja que es casi, i la de la segona admet, després d'algunes rebel·lions de la jove contra les seves tradicions, que estudiï i que exerceixi la seva professió.

## Temes
Aquesta pel·lícula aborda per primera vegada el tema de la presència de la comunitat jueva a Mèxic i la integració de les cultures jueva i mexicana
i les aportacions i enriquiments mutus.
| «                                         | "Vaig voler contar una història del meu món, de la cultura on vaig créixer i em vaig desenvolupar." | » |
| — Guita Schyfter, directora i productora. | |   |

## Repartiment
- Claudette Maillé -Oshinica Mataraso
- Maya Mishalska -Rifke Groman
- Ernesto Laguardia -Eduardo Saavedra
- Angélica Aragón -Sarica Madre
- Verónica Langer -mamá Rifke
- Mercedes Pascual -abuela Sol
- Pedro Armendáriz Jr. -papá Saavedra

## Premis
| Festival            | País         | Premi                                                     | Any  |
| ------------------- | ------------ | --------------------------------------------------------- | ---- |
| Premi Ariel         | Mèxic        | Ariel                                                     | 1994 |
| Rhode Island        | Estats Units | Opera Prima                                               | 1994 |
| La dona i el Cinema | Argentina    | Esment Especial                                           | 1994 |
| Ariel               | Mèxic        | Ariel a Maria Fernanda Gracia per Millor Actriu de Quadre | 1995 |